# Друга П'ятилітка (Волгоградська область)
Друга П'ятилітка (рос. Вторая Пятилетка) — селище у Середньоахтубінському районі Волгоградської області Російської Федерації.
Населення становить 714 осіб. Входить до складу муніципального утворення міське поселення місто Краснослободськ.

## Історія
Селище розташоване у межах українського історичного та культурного регіону Жовтий Клин.
Згідно із законом від 5 квітня 2005 року № 1040-ОД органом місцевого самоврядування є міське поселення місто Краснослободськ.

## Населення
| 2010 |
| ---- |
| 714  |